# Murchison-vízesés

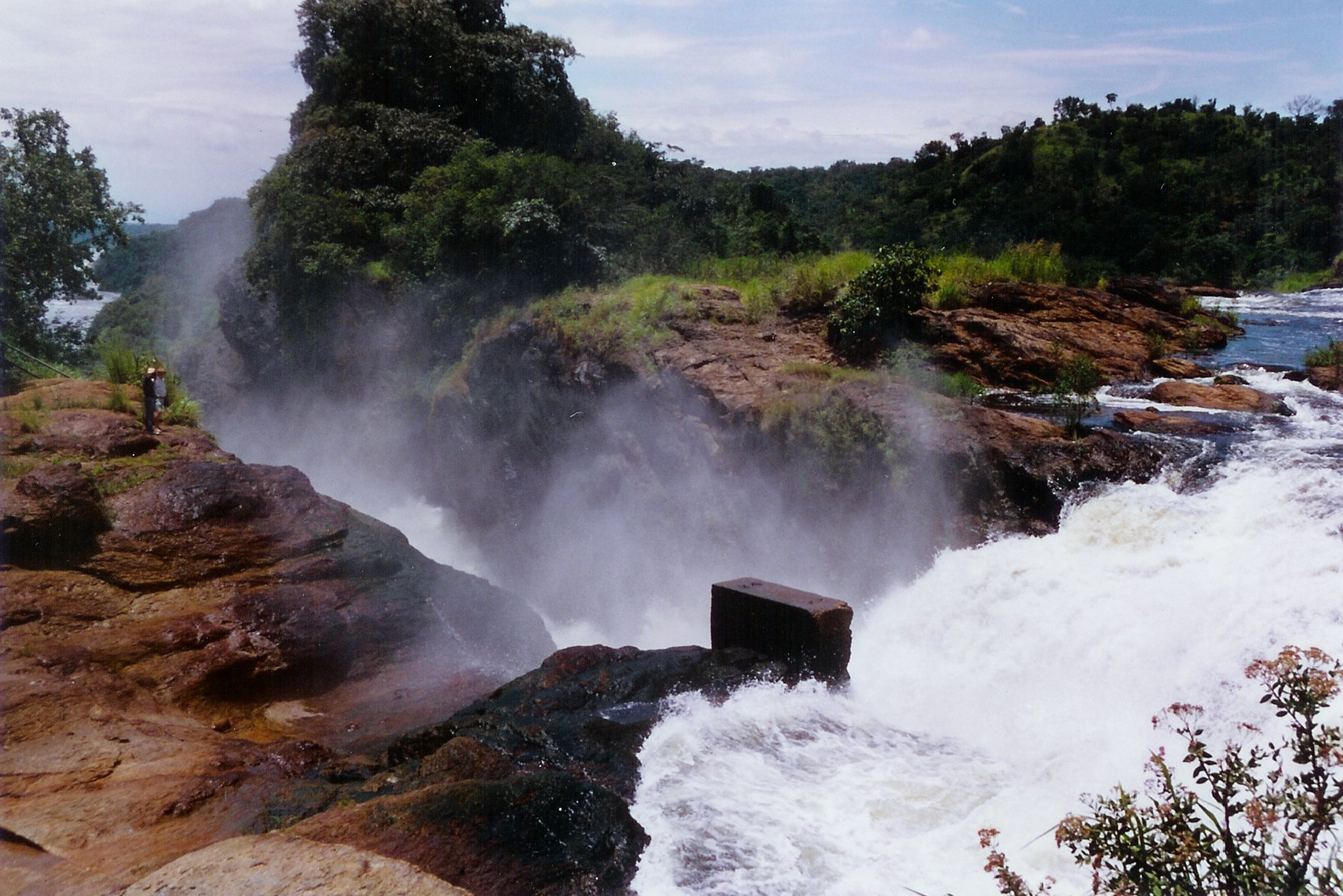

A Murchison-vízesés, vagy másik nevén a Kabarega-vízesés a Nílus Viktória-Nílus ágán található. A vízesés Uganda északi részén fekszik, a Viktória-Nílus a Viktória-tóból a Kyoga-tó felé haladó szakaszán. A vízesés tetejénél 7 méter széles és 43 méteres mélységbe zúdul alá. A Viktória-tóból lefolyó vízmennyiség a vízesés előtt egy 30 méter széles szurdokban halad, az itt áthaladó vízmennyiség átlagosan 300 köbméter/perc. 
A vízesést Samuel Baker nevezte el a Királyi Földrajzi Társaság elnökéről, Roderick Murchisonról. A vízesésről kapta a nevét az azt körülölelő Murchison-vízesés Nemzeti Park. A vízesés nevét az 1970-es években változtatták meg Kabarega-vízesésre, az Idi Amin rezsim idején.
Ernest Hemingway 1954-ben a vízeséstől lentebb zuhant le repülővel.

## Fordítás
Ez a szócikk részben vagy egészben  a   Murchison Falls című angol Wikipédia-szócikk ezen változatának fordításán alapul.  Az eredeti cikk szerkesztőit annak laptörténete sorolja fel. Ez a jelzés csupán a megfogalmazás eredetét és a szerzői jogokat jelzi, nem szolgál a cikkben szereplő információk forrásmegjelöléseként.